# Sidney Carlos Pacheco
Sidney Carlos Pacheco (Florianópolis, 25 de fevereiro de 1940) é um advogado, militar e político brasileiro.
Filho de Carlos Wenceslau Pacheco e de Irany Paiva Pacheco.
Foi deputado estadual na Assembleia Legislativa de Santa Catarina na 12ª legislatura (1991 — 1995).